# Långviken
Långviken is een plaats in de gemeente Skellefteå in het landschap Västerbotten en de provincie Västerbottens län in Zweden. De plaats heeft 81 inwoners (2005) en een oppervlakte van 25 hectare. De plaats ligt aan een baai van het meer Falmarksträsket.

## Verkeer en vervoer
Bij de plaats loopt de Länsväg 364.